# أنديرة كوهابية
أنديرة كوهابية (الاسم العلمي:Andira cujabensis) هي نوع من النباتات تتبع جنس الأنديرة من الفصيلة البقولية.